# Armand Desmet
Pour les articles homonymes, voir Armand Desmet (judo) et Desmet.
Armand Desmet, né le 23 janvier 1931 à Waregem et mort le 17 novembre 2012 dans la même ville, est un coureur cycliste belge. Son grand frère Roger (1920-1987) et son fils Tom (1969) ont également été coureurs cyclistes professionnels.

## Biographie
Professionnel de 1955 à 1967, Armand Desmet compte notamment à son palmarès le Grand Prix E3, le Rund um den Henninger Turm (ex-Grand Prix de Francfort), le Tour de Belgique et des étapes de Paris-Nice, du Tour d'Espagne et du Tour d'Italie. Il a été l'un des plus fidèles lieutenants de Rik Van Looy au sein des équipes Faema et Solo-Superia,. 
Coureur « tout-terrain », il a terminé dans le top 10 de tous les monuments et grands tours du cyclisme. Il s'est classé cinquième du Tour de France en 1963 et deuxième du Tour d'Espagne en 1960, derrière son coéquipier Frans De Mulder, tout en ayant porté le maillot de leader pendant six jours.
Lors du Tour d'Italie 1962, il s'impose lors du septième jour en montagne à Montevergine devant ses compagnons d'échappée et prend le maillot rose, avec plusieurs minutes d'avance sur les favoris. Il le conserve pendant sept jours mais craque lors de la quatorzième étape (Belluno - Passo Rolle), disputée dans des conditions météorologiques dantesques. Handicapé par la neige et le froid, non soutenu par son directeur sportif, il finit à près d'un quart d'heure de ses principaux rivaux et perd toute chance de podium final. Malgré de bonnes performances en troisième semaine, il ne parvient pas à combler ce retard et termine finalement dixième du classement général, à environ seize minutes du vainqueur Franco Balmamion.

## Palmarès
- 1955
  - 2e du Circuit des régions frontalières
- 1957
  - 3e de Escaut-Dendre-Lys
- 1958
  - Grand Prix E3
  - 2e du Tour de Belgique
  - 3e de Paris-Bruxelles
  - 4e du Tour des Flandres
- 1959
  - Classement général du Tour de Belgique
  - 4e de la Flèche wallonne
- 1960
  - 2e du Tour d'Espagne
- 1961
  - 1re étape de Paris-Nice
  - 1re étape du Tour de Belgique
  - 2e du Week-end ardennais
  - 2e du Tour de Belgique
  - 3e de Liège-Bastogne-Liège
  - 8e de Paris-Nice
  - 8e de Paris-Roubaix
  - 8e de la Flèche wallonne
  - 10e de Paris-Bruxelles
- 1962
  - 7ea étape de Paris-Nice (contre-la-montre par équipes)
  - 4ea étape du Tour de Belgique (contre-la-montre par équipes)
  - Rund um den Henninger Turm
  - 7e étape du Tour d'Italie
  - 2eb étape du Tour de France (contre-la-montre par équipes)
  - 2e du Grand Prix de la Banque
  - 2e du Grand Prix Marcel Kint
  - 3e de Gand-Wevelgem
  - 3e du Week-end ardennais
  - 4e de Paris-Nice
  - 4e de la Flèche wallonne
  - 5e de Paris-Bruxelles
  - 8e du Tour de Lombardie
  - 10e du Tour d'Italie
- 1963
  - 2e du Circuit des Ardennes flamandes - Ichtegem
  - 2e du Circuit des 11 villes
  - 2e de Paris-Luxembourg
  - 2e du Grand Prix Marcel Kint
  - 5e de Paris-Roubaix
  - 5e du Tour de France
  - 7e du Trophée Stan Ockers
  - 8e de la Flèche wallonne
  - 8e du Super Prestige Pernod
  - 9e du Rund um den Henninger Turm
- 1964
  - 4ea étape du Tour d'Espagne
- 1965
  - 3e du Grand Prix de clôture
- 1966
  - 2e du Tour de Luxembourg
- 1967
  - Bruxelles-Biévène
  - 3e du Grand Prix E3
  - 3e du Tour de Romandie

## Résultats sur les grands tours

### Tour de France
8 participations
- 1958 : 33e
- 1959 : 23e
- 1960 : 53e
- 1962 : 16e, vainqueur de la 2eb étape (contre-la-montre par équipes)
- 1963 : 5e
- 1964 : abandon (13e étape)
- 1965 : non-partant (21e étape)
- 1966 : 27e

### Tour d'Italie
2 participations
- 1961 : abandon (7e étape)
- 1962 : 10e, vainqueur de la 7e étape,  maillot rose pendant 7 jours

### Tour d'Espagne
3 participations
- 1960 : 2e,  maillot jaune pendant 6 jours
- 1964 : abandon (13e étape), vainqueur de la 4ea étape
- 1965 : 25e